# Olivari B.
Olivari B. S.p.A. è un produttore italiano di maniglie, pomoli, maniglioni e accessori per porte e finestre con sede a Borgomanero, in provincia di Novara.
L'azienda, a conduzione familiare e attiva dal 1911, si è storicamente avvalsa delle collaborazioni con importanti architetti e designer internazionali.

## Storia
Nel 1911, Battista Olivari fonda a Borgomanero la Fonderia e Torneria B. Olivari srl. Sin da subito, produce maniglie e accessori per l'arredamento in metallo (ottone, bronzo, alluminio).
L'azienda ha una produzione importante quando nel 1926 Battista Olivari muore, lasciando sei figli di giovane età. La vedova, Antonietta, assume la direzione dell'azienda e diventa una delle prime donne italiane a dirigere un'azienda metalmeccanica.
Iniziano le prime le collaborazioni con l'architetto Marcello Piacentini per il nuovo Palazzo di Giustizia di Milano, con gli architetti Alberico e Lodovico Barbiano di Belgiojoso per Casa Feltrinelli, e con Gio Ponti per il Palazzo Montecatini di Milano (successivamente per il Palazzo degli Uffici dell'EUR di Roma), ognuna delle quali genera un nuovo modello di maniglia.
Con la morte di Antonietta nel 1948, il figlio Ernesto assume la direzione dell'azienda e consolida le collaborazioni con architetti italiani per realizzare le maniglie delle loro nuove costruzioni.
Olivari introduce nuovi materiali (maniglia Bica in alluminio anodizzato, per Palazzo Bica) ed entra in molti progetti (Grattacielo Pirelli, Torre Velasca, Primo Palazzo Snam, Torre al Parco, i transatlantici Leonardo Da Vinci, Michelangelo e Raffaello, ecc.).
Con gli anni ’60-‘70 anche la produzione Olivari è influenzata dalla nascente disciplina del design di prodotto: con Joe Colombo e la sua maniglia paracolpi Beta del 1971 si innovano funzionalità e sistema di fissaggio, mentre con la maniglia Boma di GPA Monti, 1970, si dà inizio alla sperimentazione di nuovi materiali, in particolare delle materie plastiche. Gli anni ’80 vedono la collaborazione con molti designer, mentre dal 1976 al 1990 entra progressivamente in azienda la terza generazione della famiglia.
Nel 1989 Alessandro Mendini inizia una collaborazione con l’azienda, consolidando l’identità dell’azienda e valorizzandone il patrimonio artistico. Dagli anni ’90, l’azienda ammoderna le tecnologie impiegate nel processo produttivo, introducendo forme e stili attuali e inserendo a catalogo molti prodotti frutto della collaborazione con architetti di fama mondiale.

## Progetti
Le maniglie Olivari sono utilizzate in numerosi progetti e molti modelli sono stati disegnati dagli architetti specificamente per gli edifici di destinazione. Alcuni esempi di progetto sono:
- Planet, Burj Khalifa a Dubai;
- Beta, Rifugio Capanna Margherita sul Monte Rosa;
- Lama per Grattacielo Pirelli a Milano;
- Denver per il quartiere City Life a Milano;
- Iustitia e Libertas per il Palazzo di Giustizia a Milano;
- Velasca per Torre Velasca a Milano;
- E42 per Palazzo degli Uffici dell’EUR di Roma;
- Conca per Hotel Mandarin Oriental a Barcelona.

## Collaborazioni
L’azienda ha collaborato nel tempo con architetti e designer fra cui: Zaha Hadid, Daniel Libeskind, Jean Nouvel, Rem Koolhaas, Toyo Ito, Ferdinand Alexander Porsche, Steven Holl, Dominique Perrault, Piero Lissoni, Marcel Wanders, Patricia Urquiola, Gio Ponti, Marcello Piacentini, Alessandro Mendini, Luigi Caccia Dominioni, Vico Magistretti, Antonio Citterio, Ben Van Berkel, Giorgetto Giugiaro, Shigeru Ban, Barber & Osgerby, BBPR, Joe Colombo, Rodolfo Dordoni, Enzo Mari, Peter Marino, Richard Sapper, Vincent Van Duysen, e molti altri.

## Premi e riconoscimenti
- Menzione al Compasso d'Oro 1979 al Prodotto con la maniglia Boma di GPA Monti[1].
- Compasso d'Oro 1991 al Prodotto con la maniglia Alessia di Giotto Stoppino[36]
- Menzione d'onore al Compasso d'Oro 2014 al Processo Produttivo per la ricerca e le innovazioni tecnologiche apportate al processo produttivo[37].